# フラれて元気
「フラれて元気」（フラれてげんき）は、日本のロックバンドTOKIOの11作目のシングル。1997年2月11日にソニー・ミュージックレコーズから発売された（SRDL-4318）。

## 概要
表題曲の「フラれて元気」は、1997年の『第48回NHK紅白歌合戦』で歌唱された。

## 収録曲
1. フラれて元気（3:28）
作詞：和気優、作曲：神郡健、編曲：井上徳雄
  - 日本テレビ系ドラマ「サイコメトラーEIJI」主題歌[1]
2. Dash for the Dream（3:59）
作詞：安藤芳彦、作曲・編曲：K.Makaino
  - 日本テレビ系「ザ!鉄腕!DASH!!」エンディングテーマ[3]
3. フラれて元気（オリジナル・カラオケ）

## 収録アルバム
- WILD & MILD（#1, 2）
  - 両曲ともアルバムバージョンを収録[4]。
- BEST EP SELECTION OF TOKIO II（#1, 2）